# Velike ljubezni
Velike ljubezni je zbirka književnih del Založbe Tuma, ki je nastala po predlogi ameriške zbirke Penguin Great Loves. Dela opisujejo različne vrste ljubezni: romantično ljubezen, platonično ljubezen, erotično ljubezen, homoseksualno ljubezen, deviško ljubezen, prešuštno ljubezen, starševsko ljubezen, sinovsko in hčerinsko ljubezen, nostalgično ljubezen, neuslišano ljubezen, prepovedano ljubezen, izgubljeno ljubezen, sprevrženo in obsedeno ljubezen ...
Zbirka vsebuje naslednja dela:
1. Giacomo Casanova: O ljubicah, tigricah in drugih trofejah (COBISS)
2. Françoise Sagan: Dober dan, žalost (COBISS)
3. Anaïs Nin: Osvobojeni eros (COBISS)
4. David Herbert Lawrence: Devica in cigan (COBISS)
5. Feri Lainšček: Ne povej, kaj si sanjala (COBISS)
6. Lev Nikolajevič Tolstoj: Kreutzerjeva sonata (COBISS)
7. Thomas Hardy: Kratka epizoda (COBISS)
8. Iz pisem Abelarda in Heloize: Prepovedani sad (COBISS)